# Richard N. Current
Richard Nelson Current (5 octobre 1912 – 26 octobre 2012) est un historien américain, surnommé « le doyen des Lincoln Scholars », surtout connu pour The Lincoln Nobody Knows (1958) et Lincoln and the First Shot (1963).

## Biographie
Né à Colorado City, Colorado, Richard Current est diplômé en 1934 de l'Oberlin College avec un BA, en 1935 de la Fletcher School of Law and Diplomacy de l'Université Tufts avec une maîtrise et en 1940 de l'Université du Wisconsin à Madison avec un doctorat. Dans le Wisconsin, il étudie auprès de William B. Hesseltine. Il écrit un livre intitulé « Old Thad Stevens : A Story of Ambition » alors qu'il est à l'université,.
Aux États-Unis, Current enseigne à l'université Rutgers, au Hamilton College, à l'université du Nord du Michigan, à la Lawrence University, au Mills College, à la Salisbury State University, à l'université de l'Illinois, à l'université de Caroline du Nord à Greensboro et à l'Université du Wisconsin à Madison,.
Current est président de la Southern Historical Association en 1975. De plus, il est éditeur et/ou auteur d'introductions dans de nombreux autres ouvrages et publie plus de 250 articles. Ses archives se trouvent dans la salle des livres rares de l'Université de Caroline du Nord à Greensboro.
Sa première épouse pendant 45 ans, Rose Bonar, est décédée en 1983, après quoi, en 1984, il épouse Marcia Ewing, qui a co-écrit avec lui une biographie de la danseuse Loie Fuller. Son dernier livre, un recueil de traductions d'écrits de l'auteur norvégien Knut Hamsun, est publié en 2003.
Il est décédé à Boston, Massachusetts, le 26 octobre 2012, à l'âge de 100 ans, de la maladie de Parkinson.

## Doyen des études sur Lincoln
Current est arrivé tardivement à l'étude d'Abraham Lincoln, après avoir publié des livres sur les dirigeants politiques du XIXe siècle Thaddeus Stevens, Daniel Webster et John C. Calhoun, et sur l'histoire de la machine à écrire lorsqu'on lui demande de compléter une biographie en 4 volumes de Lincoln commencée par son collègue de l'Université de l'Illinois, James G. Randall, qui a terminé trois volumes avant sa mort en 1953. Current écrit au moins la moitié du quatrième volume Lincoln the President: Midstream to the Last Full Measure (1955), qui remporte le prestigieux prix Bancroft de l'Université Columbia, établissant ainsi sa réputation.
Attiré par ce qu'il appelle « l'actualité perpétuelle » et la « pertinence éternelle » de la vie de Lincoln, Current écrit sept autres livres sur lui. L'un de ses livres les plus influents est The Lincoln Nobody Knows (1958), qui s'intéresse aux éléments apparemment contradictoires de la vie et de la pensée de Lincoln, en particulier ses opinions sur l'esclavage et la race, montrant comment il a surmonté la pensée étroite de son enfance dans l'arrière-pays du Kentucky et de l'Indiana, où les opinions racistes et suprémacistes blanches étaient courantes.
Son livre de 1963 Lincoln and the First Shot cherche à dissiper de nombreux mythes sur Lincoln, notamment la théorie selon laquelle certains membres de son cabinet sont impliqués dans le complot d'assassinat. Current décrit comment Lincoln a construit une unité de but dans les États du Nord avant le début sérieux de la guerre civile, affirmant que Lincoln avait une connaissance plus sophistiquée du droit, de l'économie, des tactiques militaires et autres que ne le croyaient les historiens antérieurs.

## Débat avec Gore Vidal
Après que Gore Vidal ait publié son roman Lincoln en 1984, Current commence une querelle dans les pages de la New York Review of Books, accusant Vidal de déformer délibérément les archives historiques, de déformer les opinions de Lincoln et d'« ignorance totale » des différences linguistiques entre l'Anglais britannique et l'Anglais américain parce qu'il épelait « bijoux » et « pratique » à la manière britannique. "Il a tort sur les grandes comme sur les petites choses", résume Current. "Vidal ne sait tout simplement pas de quoi il parle." ,.
En réponse, Vidal explique qu'il utilise ce qui est alors courant dans le discours américain convenu et qu'en tant qu'écrivain de romans, il est obligé de dramatiser son histoire à travers la conscience de quelqu'un. Vidal affirme que Current n'a jamais lu son livre dans son intégralité, qu'il trouvait des fautes et qu'il ne pouvait pas séparer une biographie d'un roman, "se mêlant à des anecdotes mal lues ou mal comprises". La véritable raison des critiques de Current, soutient Vidal, est sa représentation de Lincoln comme voulant envoyer les esclaves libérés coloniser le Libéria, ce qui irait à l'encontre du politiquement correct des années 1980. Ironiquement, la source de cette interprétation selon Vidal est une biographie de Lincoln réalisée par Current lui-même.

## Publications
- Old Thad Stevens: A Story of Ambition, 1942.
- Pine Logs and Politics: A Life of Philetus Sawyer, 1816–1900, 1950.
- The Typewriter and the Men Who Made It, 1954.
- Secretary Stimson: A Study in Statecraft (Rutgers University Press, New Brunswick, N.J., 1954) read online
- Daniel Webster and the Rise of National Conservatism (1955) read online
- Lincoln the President: Last Full Measure (with James G. Randall) (1955) (Bancroft Prize) read online
- The Lincoln Nobody Knows (1958) read online
- "God and the Strongest Battalions," in Donald, David Herbert, ed., Why the North Won the Civil War, 1960.
- American History: A Survey (with Frank Freidel and T. Harry Williams), 1961.
- Lincoln and the First Shot (J. B. Lippincott & Co., New York, 1963) read online
- John C. Calhoun, 1963.
- United States History (with A. DeConde and H. L. Dante), 1967.
- Three Carpetbag Governors, 1967.
- Essentials of American History (with others) (New York: Knopf, 1972, 1980) read online
- United States History: A World Power (with A. DeConde and H. L. Dante), 1974.
- United States History: Search for Freedom (with A. DeConde and H. L. Dante), 1974.
- Wisconsin: The Civil War Era 1848–1873, 1976.
- Wisconsin: A Bicentennial History, 1977.
- Unity, Ethnicity, and Abraham Lincoln, 1978.
- A History of the United States to 1877 (with Gerald J. Goodwin and Paula Angle Franklin), 1980. First edition with T. Harry Williams and Frank Freidel, 1959.
- Speaking of Abraham Lincoln: The Man and His Meaning for Our Times, 1983.
- Northernizing the South, 1983.
- Arguing with Historians: Essays on the Historical and the Unhistorical, 1987.
- Those Terrible Carpetbaggers, 1988.
- Lincoln, the Constitution, and Presidential Leadership, 1989.
- Daniel Webster: "The Completest Man", Lebanon, New Hampshire: University Press of New England, 1990 (essays by Current and others).
- Phi Beta Kappa in American Life: The First Two Hundred Years, 1990.
- Lincoln's Loyalists: Union Soldiers from the Confederacy, Boston, Massachusetts: Northeastern University Press, 1992.
- Encyclopedia of the Confederacy (editor), 1993.
- What Is an American? Abraham Lincoln and "Multiculturalism", Milwaukee, Wisconsin: Marquette University Press, 1993.
- Lincoln on Democracy (with others), 1994.
- Loïe Fuller, Goddess of Light (with Marcia Ewing Current), 1997.
- Knut Hamsun Remembers America: Essays and Stories, 1885–1949 (translator), 2003.